# Акматбек
Акматбек (кирг. Акматбек, до 2002 года — Плохотниково) — село в Чуйском районе Чуйской области Кыргызстана. Входит в состав Кегетинского айылного аймака.

## География
Село расположено в центральной части области, к югу от Восточного Большого Чуйского канала, на расстоянии приблизительно 12 километров (по прямой) к юго-западу от города Токмак, административного центра района. Абсолютная высота — 1110 метров над уровнем моря.

## Население
Согласно оценочным данным Национального статистического комитета Кыргызской Республики, численность населения села на начало 2023 года составляла 175 человек.
| год     | 2009 | 2014 | 2015 | 2020 | 2021 | 2023 |
| ------- | ---- | ---- | ---- | ---- | ---- | ---- |
| человек | 195  | 173  | 225  | 185  | 202  | 175  |